# 亞洲保險
亞洲保險有限公司（除牌當時：0103.HK）成立於1959年由泰國華人陳弼臣創立，曾在香港交易所上市。是在70年代上市，1990年前與大眾銀行（香港）合併，由亞洲金融集團取代。
2017年3月20日，香港人壽原本股東亞洲保險有限公司、創興銀行有限公司、華僑銀行 (香港)有限公司、上海商業銀行有限公司和永隆銀行有限公司股東以71億港元，出售予神祕買家首元國際有限公司（中國先鋒集團持有），其董事會主席陳智文（陳有慶兒子，也是陳智思親屬）及總經理張立輝表示，出售後維持正常運作。而高盛（亞洲）有限責任公司和野村國際（香港）有限公司作為上述5名股東聯席財務顧問。
2024年12月27日，亞洲金融集團、華僑銀行香港分別公布，連同其他股東創興保險、上海商業銀行及招商永隆代理以總代價約17.68億元悉售香港人壽予越秀企業；交易將取決於慣常的成交條件，包括但不限於監管機構的批准。

## 外部連結
- 亞洲保險官方網站 （页面存档备份，存于）